# More Songs About Buildings and Food
More Songs About Buildings and Food är Talking Heads andra album, släppt i juli 1978. Albumet spelades in våren samma år.
Det här albumet var populärare än deras debutalbum Talking Heads: 77, men gjorde dem ändå inte till stjärnor. Mest uppmärksammad blev covern på Al Greens "Take Me to the River" som blev en medelstor hit 1979.
Albumtiteln skojar med det fenomen som uppstår då artister som släppt ett prisat debutalbum försöker återskapa känslan och låtarna på nästa albumsläpp (vilket Talking Heads själva kanske gjorde här).

## Låtlista
Samtliga låtar skrivna av David Byrne, om annat inte anges.
Sida ett
1. "Thank You for Sending Me an Angel" - 2:11
2. "With Our Love" - 3:30
3. "The Good Thing" - 3:03
4. "Warning Sign" (David Byrne/Chris Frantz) - 3:55
5. "The Girls Want to Be with the Girls" - 2:37
6. "Found a Job" - 5:00

Sida två
1. "Artists Only" (David Byrne/Chris Frantz) - 3:34
2. "I'm Not in Love" - 4:33
3. "Stay Hungry" (David Byrne/Chris Frantz) - 2:39
4. "Take Me to the River" (Al Green/Teenie Hodges) - 5:00
5. "The Big Country" - 5:30

## Medverkande
- David Byrne - sång, gitarr
- Chris Frantz - trummor
- Jerry Harrison - piano, orgel, synthesizer, gitarr, bakgrundssång
- Tina Weymouth - bas
- Brian Eno - synthesizer, piano, gitarr, bakgrundssång